# Terjedés
A terjedés (vagy diffúzió) regionális kutatás utóbbi két évtizedének legdivatosabb kutatási irányzata. Előzményei a statikus térszemlélettel való szakítás és a térbeli változások előrejelzésére való képesség igénye voltak. A regionális tudományban a regionális tagoltság tényezőinek, okainak kutatása végett is került előtérbe a térbeli terjedés kutatása.
A terjedéshez kapcsolódó vizsgálati hipotézis az elmaradottság terjedéshiányos állapotként való felfogása, mely befogadásképtelen állapotként azonosítható; ennek megszüntetése a terjedés feltételeinek biztosításával a regionális politika innovációorientált területfejlesztési koncepciójával azonosítható. A térbeli terjedés szoros kapcsolatot mutat a területi fejlődéssel: a stagnálás terjedéshiányos állapotként értékelhető, egy-egy térség gyors fejlődése pedig a terjedési folyamatok gyorsaságának vizsgálata alapján is megközelíthető.
A terjedési folyamatokat a társadalom egyéb mozgásaitól elsősorban az különbözteti meg, hogy mi mozog. A terjedési folyamatok egy-egy lokálisan megszülető majd elterjedő újdonságra vonatkoznak; a térbeli diffúzió összekapcsolódik az innováció fogalmával.

## Innováció, innovációs lánc
Az innováció tágabb értelmezésébe nemcsak a műszaki, technológiai újdonságok tartoznak bele, hanem ideértünk bármely anyagi terméket vagy eszmei újdonságot is.
Az innovációs lánc négy elemből épül fel, ezek elválaszthatatlanok egymástól: invenció (ötlet), innováció (piacképes termék, stb.), diffúzió (terjedés, terjesztés), adaptáció (alkalmazás, használat). 
Az invenció megjelenése a térben véletlenszerű lehet, mivel elsősorban személy, illetve objektumfüggő. Ahhoz, hogy az ötletből innováció váljék, megfelelő társadalmi feltételek szükségeltetnek, ezek gyakran a társadalmi csomópontokban, centrumokban vannak jelen, melyek a térben egyenlőtlenül helyezkednek el. A terjedés során a terjedési hálózatoknak, csatornáknak van kiemelt szerepük. Az alkalmazkodás feltételeinek megléte erősen kultúrafüggő.

## A terjedés általános modellje
Legjobban háromtengelyű modellel érzékeltethető a terjedés folyamata. A három tengelyen az idő, a távolság és az elfogadók (a vizsgált innovációval már rendelkezők) szerepelnek. Az origóban található az innovációs centrum, mely egybeesik a terjedési folyamat kezdetével (a modell egyetlen terjedési centrumot tartalmaz).

### A terjedési görbék logisztikus függvénye
{\displaystyle W(t)={1 \over {1+ce^{-at}}}}
- W(t): az adott innovációval rendelkezők aránya,
- t: idő,
- c, a: konstansok
- e: a természetes logaritmus alapja.

A vizsgált terjedési folyamathoz legjobban illeszkedő függvénytípust regressziószámítási módszerekkel lehet kiválasztani a növekedési függvények számos változata közül.

## Terjedési típusok
- elkeveredés: egykomponensű, homogén rendszerek többkomponensűvé válnak
- szomszédsági vagy járványszerű terjedés: az egymáshoz közeli elemek közvetett vagy közvetlen érintkezéssel adják át egymásnak a terjedő jegyet (átmenet a természeti és a társadalmi terjedés között)
- hierarchikus terjedés: a terjedési folyamat kiindulópontja egy-egy nagyobb központ, a folyamat például a településhierarchia lépcsőin halad ’lefelé’. Ez is egyfajta szomszédsági terjedés, csak a folyamat jellemzően a belső térben játszódik le (társadalmi rendszerekre jellemző). A visszaszorulás folyamata is jellemzően hierarchikus.
- relokációs vagy áthelyeződéses diffúzió (pl.: migrációs folyamat)

A terjedési folyamatok jellemzően a szomszédsági és a hierarchikus terjedés kombinációjaként valósulnak meg. A kezdeti szakaszt általában a hierarchikus terjedési mód jellemzi, később a szomszédsági terjedés válik dominánssá, a telítődés szakaszában pedig a véletlenszerű jegyek dominálnak.